# П'єдраїта-де-Кастро
П'єдраїта-де-Кастро (ісп. Piedrahita de Castro) — муніципалітет в Іспанії, у складі автономної спільноти Кастилія-і-Леон, у провінції Самора. Населення — 118 осіб (2010).
Муніципалітет розташований на відстані близько 220 км на північний захід від Мадрида, 23 км на північ від Самори.

## Демографія
Динаміка населення (INE ):